# Joseph Baltzell Showalter
Joseph Baltzell Showalter (* 11. Februar 1851 bei Smithfield, Fayette County, Pennsylvania; † 3. Dezember 1932 in Washington, D.C.) war ein US-amerikanischer Politiker. Zwischen 1897 und 1903 vertrat er den Bundesstaat Pennsylvania im US-Repräsentantenhaus.

## Werdegang
Joseph Showalter besuchte die öffentlichen Schulen seiner Heimat sowie die Georges Creek Academy. Zwischen 1867 und 1873 unterrichtete er in den Staaten West Virginia, Indiana und Illinois als Lehrer. Im Jahr 1873 zog er nach Chicora in Pennsylvania, wo er im Petroleum- und Gasgeschäft tätig wurde. Nach einem anschließenden Medizinstudium und seiner 1884 erfolgten Zulassung als Arzt praktizierte er bis 1890 in Chicora in diesem Beruf. Danach widmete er sich wieder dem Petroleum- und Gasgeschäft. Gleichzeitig schlug er als Mitglied der Republikanischen Partei eine politische Laufbahn ein. In den Jahren 1887 und 1888 war er Abgeordneter im Repräsentantenhaus von Pennsylvania; von 1889 bis 1892 gehörte er dem Staatssenat an.
Bei den Kongresswahlen des Jahres 1896 wurde der Republikaner James J. Davidson im 25. Wahlbezirk von Pennsylvania in das US-Repräsentantenhaus in Washington gewählt, doch dieser verstarb noch vor seinem Amtsantritt am 4. März 1897. Die fällige Nachwahl gewann Showalter, der somit am 20. April 1897 die Nachfolge von Thomas Wharton Phillips im Kongress antrat, wo er bis zum 3. März 1903 fast drei komplette Legislaturperioden absolvieren konnte. In diese Zeit fiel unter anderem der Spanisch-Amerikanische Krieg von 1898.
Im Jahr 1902 verzichtete Joseph Showalter auf eine weitere Kongresskandidatur. Nach dem Ende seiner Zeit im US-Repräsentantenhaus nahm er seine früheren Tätigkeiten wieder auf. Dabei lebte er zunächst in Butler und dann in Pittsburgh. Schließlich zog er in die Bundeshauptstadt Washington. Showalter war auch im südlichen Florida an der Landerschließung beteiligt. Er starb am 3. Dezember 1932 in Washington und wurde in Butler beigesetzt.